# Чайковский, Николай Васильевич
Никола́й Васи́льевич Чайко́вский (26 декабря 1850 [7 января 1851], Вятка — 30 апреля 1926, Харроу, Большой Лондон) — русский революционер, председатель Временного правительства Северной области. «Дедушка русской революции».

## Биография

### Ранние годы
Родился в дворянской семье. В 1862 году поступил в Вятскую гимназию, в 1864 году перешёл в 7-ю Санкт-Петербургскую гимназию, которую окончил в 1868 году с золотой медалью. В 1872 году окончил физико-математический факультет Санкт-Петербургского университета, учился по специальности «Химия» у Д. И. Менделеева и А. Бутлерова.
Ещё будучи студентом, в 1869 году вступил в революционный кружок М. А. Натансона — В. М. Александрова, который с 1871 года, после расширения состава стал более известен как кружок «чайковцев». В 1871 году арестован, три месяца провёл в заключении. 1873 год провёл в разъездах по стране, общался с казаками-некрасовцами.

### Эмиграция в США
С 1874 года в эмиграции в США, увлёкся идеями богочеловечества. Основал земледельческую коммуну «богочеловеков» в штате Канзас. Работал на заводах чернорабочим, плотником на верфи, на сахарной фабрике в Филадельфии. Около года провёл в религиозной общине «шейкеров» в штате Нью-Йорк.

### Возврат в Европу
В 1878 году вернулся в Европу. Был одним из основателей «Фонда Вольной русской прессы» в Лондоне, издававшего и отправлявшего в Россию социалистическую литературу. С 1899 года член Аграрно-социалистической лиги, влившейся впоследствии в партию эсеров.
С 1904 года в партии эсеров. В конце 1905 года в качестве делегата присутствовал на I съезде эсеров в Финляндии. Участвовал в операции по доставке оружия в Россию на пароходе John Grafton. В 1906—1907 годах совершал туры по США для сбора средств на закупку оружия для революции в России. В это время встречался с Марком Твеном, о чём тот 30 марта 1906 г. сделал запись в своей автобиографии.

### В России
В 1907 году вернулся в Россию. Чайковский хотел поднять большую партизанскую войну против правительства на Урале, в Пермской губернии, на базе «лбовщины». Для этого Чайковский вызвал из США некого полковника Купера, участника гражданской войны в США, который приехал и нашёл местность подходящей для партизанских действий.
22 ноября 1907 года арестован при попытке выехать за границу под именем Никанора Никанорова. Находился в заключении под следствием в Петропавловской крепости, а с 3 октября 1908 года в Санкт-Петербургской одиночной тюрьме. Освобождён под залог. В 1910 году Санкт-Петербургская судебная палата оправдала Чайковского, что дало ему возможность легализоваться в России.
Участвовал в кооперативном движении. В сентябре 1914 году был принят в ложу «Восходящая звезда», входившей в Великий восток народов России (ВВНР). Был членом Петербургского (малого) Верховного совета ВВНР. Во время Первой мировой войны призывал к единению все классы общества для войны до победы. Член Вольного экономического общества. В 1916—1917 годах работал во Всероссийском союзе городов.
После Февральской революции был депутатом Петроградского совета рабочих и солдатских депутатов. Организатор первого всероссийского съезда крестьянских депутатов. Один из создателей и член ЦК Трудовой народно-социалистической партии. Гласный Петроградской городской думы. Участник московского Государственного совещания и Демократического совещания. Депутат Всероссийского Учредительного собрания (от Вятки).
Резко враждебно отнёсся к захвату власти большевиками. Член «Всероссийского Комитета спасения родины и революции». В 1918—1919 годах возглавлял правительство Северной области в Архангельске. После поражения белых на севере уехал в Польшу
Председателем нового правительства был назначен Чайковский. Люди знали его и доверяли ему. Его правительство сначаа не поняло, что оно было всего лишь порождением иностранной военной власти, и начало действовать со всей серьёзнстью. Чтобы усмерить его пыл, его похитили и отправили на несколько дней на остров «подумать». Союзные войска прибыли в Архангельск не для установления чистой демократии, не для поощрения социализма и не для выслушивания теорий. Они прибыли, чтобы бороться с планами Германии, бороться с большевиками, охранять запасы и учить русских воевать. Дальше этого военный ум не шёл. Таким образом, почтенный Чайковский был постепенно отстранён и вскоре отправлен с важной миссией в Лондон, откуда больше не вернулся. Но всё же он был ценным номинальным главой, в то время как русское военное правительство выросло под эгидой британской армии, состоящей из монархистов и военных старой закалки. Главой этой армии был генерал Миллер — милитарист и монархист. Он не пользовался народной поддержкой в России, и его положение было полностью обусловлено его положением в британском военном истеблишменте.

### В правительстве Деникина
В начале 1920 года по приглашению А. И. Деникина вернулся в Россию и получил пост министра без портфеля в гражданском правительстве ВСЮР. Позднее занимался агитационной работой.

### В эмиграции
В 1920 редактировал в Париже (вместе с М. А. Алдановым) журнал «Грядущая Россия»; участвовал в Париже в заседаниях Союза возрождения России; член Общественного комитета помощи русским беженцам (затем Российский Земско-городской комитет помощи беженцам), Совета Объединения земских и городских деятелей за границей; заочно осуждён в России как «враг народа» по делу так называемого «тактического центра». Сторонник союза всех антисоветских сил, призывал к военной интервенции. Член Главного управления Российского общества Красного Креста (РОКК) в Лондоне (1920—1921). С ноября 1920 до роспуска летом 1923 председатель конспиративного Центра действия, ставившей своей задачей борьбу с большевиками внутри России. В январе 1921 года участвовал в заседаниях членов Учредительного собрания в Париже в качестве представителя Трудовой народно-социалистической партии. С 1921 член Российского общественного комитета помощи голодающим в России, председатель секции помощи интеллигентам; председатель ревизионной комиссии Земско-городского комитета (помощи российским гражданам за границей) в Париже; член Временного комитета Земгора в Лондоне. В феврале 1921, после самороспуска Русской политической делегации, помимо организации Российского земско-городского комитета, участвовал в создании Объединения земских и городских деятелей во Франции, в котором стал членом Совета. Со дня основания (9.5.1922) до июля 1923 (по 1924) председатель, в 1925 член правления Петроградского землячества в Париже. С 1923 года со дня основания) член Лиги борьбы с антисемитизмом. Член со дня основания, с мая 1924 товарищ председателя Российской Лиги защиты прав человека и гражданина. В 1924 году участвовал в создании Республиканско-демократического объединения, затем его член. Публиковался в газетах и журналах: «Последние новости», «Голос минувшего на чужой стороне», «La Russie démocratique», «La Cause commune», «La Victoire», «L’Action nationale», «La Paix par le droit» и др. В 1925 переехал в Англию, где работал над воспоминаниями.
Умер в 1926 году. Похоронен на кладбище Хэрроу, Лондон.

## Масонство
8 декабря 1919 года был посвящён в масоны в парижской «Англо-саксонской ложе» Великой ложи Франции. Затем стал одним из идейных вдохновителей создания и организаторов возрождения эмигрантских масонских лож. Последовательно был членом-основателем первых русских парижских масонских лож: «Астрея» № 500, затем «Северное сияние» № 523. В 1924—1925 годах возглавлял ложу и капитул «Астрея», входил в руководство Великой ложи Франции.

## Сочинения
- Чартизм / Ред. Ф. Дедова, Н. Максимова [и др.]; Н. В. Чайковский. — Санкт-Петербург : В. Распопов, 1906. — 126 с.
- Что делать против неурожаев? / По Г. В. Кэмбеллу сост. Н. В. Чайковский. — Москва : тип. Вильде, 1909. — 21. — (Деревенское хозяйство и деревенская жизнь / Под ред. И. Горбунова-Посадова).
- Кооперативное дело в Сибири : Союз сиб. маслодел. артелей / Н. В. Чайковский. — Санкт-Петербург : С.-Петерб. отд-ние Ком. о сел. ссудосберегат. и пром. т-вах, 1914. — 56 с. : ил.
- Религиозные и общественные искания, т. 1 — Воспоминания, Париж, 1929.